# Irma Grese
Irma Ida Ilse Grese (n. 7 octombrie 1923, Wrechen, Mecklenburg-Strelitz, Germania – d. 13 decembrie 1945 (22 de ani), Hamelin, Germania) a fost o angajată care a lucrat în lagărele naziste de concentrare de la Ravensbrück și Auschwitz. A fost directoarea secțiunii de femei a lagărului nazist de  la Bergen-Belsen.
Grese a fost condamnată pentru crime împotriva umanității în Procesul de la Belsen și condamnată la moarte. Irma Grese a fost executată la Hamelin la 13 decembrie 1945, în aceeași zi cu Juana Bormann.
Executată la vârsta de 22 ani și 67 zile, Grese a fost cea mai tânără femeie care a decedat judiciar în conformitate cu legislația engleză din secolul al XX-lea. A fost poreclită "Bestia din Belsen", "Frumoasa Bestie", "Îngerul Blond de la Auschwitz" și "Die Hyäne von Auschwitz" ("Hiena de la Auschwitz").

## Vezi și
- Maria Mandl
- Herta Bothe
- Ilse Koch